# Jelenje
Jelenje [ˈjɛlɛːɲɛ] ist eine Gemeinde in Kroatien, die aus den Ortschaften Baštijani, Brnelići, Kukuljani, Drastin, Dražice, dem Hauptort Jelenje, Lopača, Lubarska, Lukeži, Milasi, Podhum, Podkilavac, Ratulje, Trnovica, Valići, Martinovo Selo und Zoretići besteht.